# Katanning
Katanning è una città situata nella regione di Great Southern, in Australia Occidentale; essa si trova 270 chilometri a sud-est di Perth ed è la sede della Contea di Katanning. Al censimento del 2006 contava 3.808 abitanti.